# Thildo Gama
Thildo dos Santos Gama (Salvador, 5 de junho de 1945 — Salvador, 8 de dezembro de 2011) foi um músico, artista, professor e auditor brasileiro. 
Foi o primeiro guitarrista de Raul Seixas e um dos pioneiros do rock baiano. Além de músico, também foi auditor fiscal da Secretaria da Fazenda do Estado da Bahia, professor universitário e, mais recentemente, tornou-se palhaço, criando os personagens "Zig Zig Zaa" e "Tô de boa".

## Carreira Artistica
Thildo começou a tocar com o amigo Raul na adolescência e foram dois dos primeiros roqueiros de Salvador, ainda nos anos 1950. Em 1962, eles formam o grupo Relâmpagos do Rock, junto com Enelmar Chagas. A banda torna-se rapidamente popular em Salvador. Pouco tempo depois, Chagas sai do grupo e é substituido pelo irmão de Thildo, Délcio Gama.  Ainda em 1962, Os Relâmpagos do Rock se apresentam na TV Itapoã. A gravação desta apresentação está no álbum O Baú do Raul (1992).  Segundo a revista A Bahia, Os Relâmpagos do Rock era o melhor conjunto de rock de todo o estado.
Com o sucesso, o grupo cresceu e foi rebatizado de The Panthers, agora contando com  Mariano Lanat, Carleba e Carlô (vizinha de Raul, que ficou na banda até 1964), além de Raul Seixas e Thildo.
Thildo sai do grupo em 1967, não estando presente no primeiro disco de Raul Seixas, "Raulzito e os Panteras", de 1968. 
Participou ainda de outros conjuntos, como Thildo e Seus Bossas e Os Jovens, tendo lançado o compacto Thildo Gama com Os Terríveis pela Astor, em 1967. Esse compacto tinha no lado A,  a canção 'Bonequinha', versão de Waldir Serrão para 'Pretty Woman', de Roy Orbison; no lado B havia 'Você é Inspiração' (Jeff Cezar e Thildo Gama), ambas canções vinham com a designação surf, considerada a primeira gravação de um artista baiano a designar sua produção dentro do subgênero surf music.
Nos anos 80 Thildo também participou de um grupo grupo folclorico baiano, fazendo apresentações na Italia e no Chile. 
Thildo sempre esteve presente na cena musical de Salvador: tocou em bandas, realizou varios shows e gravou discos independentes. Em 2002, junto com o também auditor fiscal Francisco Benjamin, formou a dupla Beja&Gama que tocava em shows dançantes.
Em 2009, Gama se apresentou na Virada Cultural de São Paulo com Os Panteras, ocasião na qual tocaram o primeiro disco de Seixas na íntegra.
Faleceu vítima de um câncer de cérebro, está sepultado no cemitério Bosque da Paz, em Salvador.

## Publicações
- 1995 - "A trajetória de um ídolo", Pen Editora, SP
- 1997 - "Raul Seixas, entrevistas e depoimentos", Coleçao Mitos do Pop

## Discografia
- Thildo Gama com Os Terríveis, Astor, 1967.[6]
- Thildo Gama – Venga la Bahia, independente, 1987.
- Thildo Gama – Anos Dourados da Jovem Guarda (Tributo a Raul Seixas), Polidysc, 1990.[10]
- Thildo Gama – Conexão Raul Seixas, independente, 1992.

## Ligações Externas
- Podcast com Thildo Gama - entrevista para a Associação Cultural Clube do Rock (ACCRBA)
- Morre Thildo Gama, o primeiro músico de Raul Seixas - blog do RAUL SEIXAS OFICIAL FÃ-CLUBE
- Morre Thildo Gama - Precursor do Rock Brasileiro - blog do Levatti